# Alexandre Cyr
Pour les articles homonymes, voir Cyr.
Alexandre Cyr (12 novembre 1922-17 août 2006) fut un comptable, fonctionnaire, homme d'affaires et homme politique fédéral du Québec.

## Biographie
Né à Chandler en Gaspésie, M. Cyr commence à s'impliquer en politique en servant comme commissaire scolaire et président du conseil scolaire de Chandler. Élu député du Parti libéral du Canada dans la circonscription de Gaspé en 1963, il sera défait par le progressiste-conservateur James Russell Keays en 1965. De retour dans Gaspé en 1968, il sera réélu en 1972, 1974, 1979 et en 1980. Il sera défait par le progressiste-conservateur Charles-Eugène Marin.
Durant son passage à la Chambre des communes, il est secrétaire parlementaire du ministre des Travaux publics Charles Mills Drury de 1975 à 1977. 